# Фатімідський халіфат
Фатімідський халіфат (909—1171) — середньовічна шиїтська (ісмаїлітська) арабська держава з центром у Каїрі (починаючи з 972 року). На піку своєї могутності Фатімідський халіфат включав у себе території Єгипту, Магрибу, Палестини та Сирії.
Фатіміди (араб: الفاطميون, трансліт. al-Fāṭimīyūn) вели свій рід від Фатіми, дочки пророка Мухаммеда. Держава Фатімідів вперше сформувалася серед берберських племен Кутама, в Алжирі, в 909 році н.е. після захоплення Раккади, Аглабідської столиці.       У 921 році Фатіміди заснували нову столицю — туніське місто Махдія. У 948 році вони перенесли свою столицю в місто Аль-Мансурія, що поблизу Кайруана в Тунісі. У 969 році за правління халіфа аль-Муїзза (954—975) вони завоювали Єгипет і зробили Каїр новою столицею свого халіфату; Єгипет став політичним, культурним та релігійним центром шиїтської імперії.
Після перших завоювань халіфат ставився толерантно до неісмаїлістських сект ісламу, а також до євреїв, мальтійських християн та єгипетських християн-коптів. Проте фатімідські халіфи так і не змогли переконати широкі маси єгипетського населення прийняти свої релігійні переконання.
Останній Фатімідський халіф був позбавлений влади Салах ад-Діном — курдським воєначальником, покликаним для організації оборони проти хрестового походу в 1169, який став засновником династії Айюбідів.

## Початок династії
Основою релігійної ідеології Фатімідського халіфату була найвідоміша гілка з шиїтського напряму ісламу — ісмаїлітська течія, яка виникла у VIII столітті. Рятуючись від переслідувань Аббасидів, що вважали шиїтів загрозою для свого халіфату, 11-й шиїтський імам аль-Махді Біллах (873—934) під виглядом купця пройшов разом зі своїм сином шлях від Месопотамії до сучасного Марокко. Вони переховувалися серед населення Сіджильмаси — марокканського міста, тоді незалежного емірату під владою еміра Яси ібн Мідрара (884—909).
Фанатичний шиїт Абу Абдаллах аль-Шиї підтримав аль-Махді своїми проповідями. Аль-Шиї розпочав проповідувати шиїзм серед населення Марокко після зустрічі з групою мусульман з Північної Африки. Ці люди розповіли йому про берберське плем’я Кутама, що проживало в Західній Іфрикії (сьогодні частина Алжиру) та про ворожість Кутама до Аглабідів. Аль-Шиї почав проповідувати ісмаїлітську доктрину у регіоні. Своїми проповідями він підняв берберів Кутама на боротьбу проти Аглабідів. До 908 року армія берберів Кутама, очолювана аль-Шиї та аль-Махді, повністю контролювала Іфрикію разом зі столицею Аглабідів Кайруаном. Останній Аглабід, Зійадат-Аллах III, залишив свою резиденцію Раккаду і втік до Єгипту. При цьому Абдаллах отримав створений Аглабідами потужний військовий флот. Після цього Абдулла аль-Махді Біллах став лідером новоствореної держави і зайняв посади імама і халіфа.

## Завоювання Єгипту
Незабаром влада Абдаллаха аль-Махді поширилася на весь Магриб. Столицею халіфату було місто Махдія. Під час правління халіфів аль-Мансур Біллаха (946—953) і аль-Муїзза (954—975) столицею стало новозбудоване місто Аль-Мансурія (араб: المنصوریه) поблизу Кайруана.
Починаючи з моменту захоплення влади Абдаллахом аль-Махді фатіміди робили неодноразові спроби заволодіти Єгиптом — найродючішою та найбагатшою областю Аббасидского халіфату.
У 914 році фатімідська армія на чолі із Хабасом вторглася в Єгипет та зайняла Александрію, але незабаром була розбита військом на чолі з воєначальником Мунісом, що було послане абассидським халіфом Джафаром аль-Муктадіром.
Нова спроба вторгнення була зроблена в 919 році. Однак і цього разу Абдаллаха чекала невдача. Його флот був потоплений у Розетти, а сухопутна армія на чолі із Абу'л-Касімом, яка знову зуміла зайняти Александрію, була наприкінці 920 року витіснена військами Аббасидів з Єгипту.
У 936 році невдачею закінчився похід до Єгипту і для сина Абдаллаха — фатімідського халіфа аль-Каїма.
Завоювати Єгипет зміг лише правнук Абдаллаха — халіф аль-Муїзз (954—975). Прийшовши до влади, аль-Муїзз почав діяльну і систематичну підготовку до єгипетського походу. Свою армію він навчав та тренував у спеціальних таборах. Був створений потужний флот для транспортування припасів та амуніції. У Єгипет було відправлено безліч агентів та проповідників, які встановили зв'язки з єгипетськими шиїтами.
Навесні 969 року стотисячна фатімідська армія на чолі з Джаугаром (колишнім рабом — християнином із Сицилії) вторглася в Єгипет. Легко здобувши перемогу під Гізою, Джаугар увійшов у місто Фустат і заснував в його околицях нову столицю — Каїр. У 972 році до Каїра прибув сам халіф аль-Муїзз. Єгипет став центром імперії, яка включала Північну Африку, Сицилію, Палестину, Йорданію, Ліван, Сирію, узбережжя Африки на Червоному морі, Хіджаз і Ємен. Єгипет процвітав, адже Фатіміди створили розгалужену торговельну мережу в Середземному морі та в Індійському океані. Їх торгові та дипломатичні зв'язки сягнули Китаю (династія Сун). Проте основна увага Фатімідів на міжнародній торгівлі супроводжувалася відсутністю інтересу до сільського господарства та нехтуванням іригаційної системи Нілу.

## Занепад
Хоча армія, поділена за етнічною ознакою, як правило, діяла успішно на полі бою, з часом вона почала негативно впливати на внутрішню політику халіфату. Традиційно берберський елемент армії мав сильний вплив на політичні справи, але тюркський елемент, зміцнивши свої позиції, почав кидати виклик гегемонії  берберів. А вже після 1020 року серйозні заворушення почали виникати і в середовищі чорноафриканських військ.
Станом на 1060 рік баланс між різними військово-етнічними групуваннями в халіфаті був порушений через те, що Єгипет зазнав тривалого періоду посухи та голоду. Зменшення кількості ресурсів загострило протиріччя між різними етнічними фракціями, і почалася безпосередня громадянська війна, в першу чергу між тюрками на чолі з Насиром аль-Даулою ібн Хамданом та чорношкірими африканськими військами. Тюркам вдалося захопити Каїр і змусити халіфа виплатити за місто викуп, у той час як сили їхніх супротивників були розпорошені по всій території Єгипту і не змогли чинити організований спротив.
У 1072 році халіф аль-Мустансір викликав до Єгипту намісника Акри у Палестині генерала Бадра аль-Джамалі. Бадр аль-Джамалі привів свої війська до Єгипту і зміг успішно придушити різні групи бунтівників. Незважаючи на те, що халіфат був урятований від розпаду, десятиліття повстання і міжусобиць спустошили Єгипет, і він ніколи не зміг оговтатися. У результаті Бадр аль-Джамалі також був проголошений візиром Фатімідського халіфа, ставши першим військовим візиром. Володарі саме цієї посади пануватимуть у Єгипті за часів пізнього Фатімідського халіфату. Оскільки військові візирі фактично стали главами держави, халіфу вдалося зберегти лише роль релігійного лідера. Фактично ж він був маріонеткою у руках мамлюцьких угруповань.
У 1040-х рр. берберські Зіріди (фатімідські намісники Північної Африки) оголосили про свою незалежність від Фатімідів та визнали владу сунітського Аббасидського халіфату. Станом на 1070 рік Фатіміди все ще утримували Сирію і Ліван, яким спочатку загрожували тюркські вторгнення, а потім хрестові походи, так що територія Фатімідського халіфату поступово зменшувалася, доки не обмежилася лише Єгиптом. Фатіміди поступово втратили Сицилійський емірат, що був захоплений італо-норманном Рожером I Боссо (1031—1101).
Після внутрішнього розкладу політичної системи халіфату у 60-х рр. війська зангідського правителя Нур ад-Діна увійшли в Єгипет на прохання халіфа аль-Адіда, який попросив у листі Нур ад-Діна захистити мусульман Єгипту від хрестоносців. Нур ад-Дін зайняв країну у 1169 році, стративши мамлюцького візира Шавара, і сам став візиром. Після його смерті владу успадкував небіж одного з генералів Нур ад-Діна Салах ад-Дін, який став засновником Айюбідського султанату Єгипту та Сирії.

## Управління
На відміну від тогочасних західноєвропейських держав, просування вгору службовою драбиною у Фатімідських державних установах було більш меритократичним, ніж на основі спадковості. Представники інших відгалужень ісламу так само призначалися на урядові посади, як і шиїти. Толерантність поширювалася також і на немусульман — християн та євреїв, які займали високі урядові посади виключно через свої здібності, зокрема за халіфа аль-Азіза везирем був християнин Іса Настурус. Загальна ж толерантність була встановлена, щоб забезпечити притік грошей від усіх тих, хто був немусульманином і займався торгівлею. Це загальне ставлення до толерантності було повсякчасним, за винятком лише правління аль-Хакіма.
Халіф мав вищу політику, військову та судову владу. Він за життя призначав офіційного спадкоємця (валь аль-ахд або валі ахд аль-муслімін) Йому допомагав візир, який фактично очолював адміністративний апарат, що спочатку в значній мірі копіював дивани Аббасидів. Важливішим диваном був диван, що відповідав за податки і фінанси. Йому фактично підпорядковувався диван аль-джуюш валь-раватіб (у справах армії та вербування). Питаннями зовнішньої торгівлі займався диван аль-матжар, що розташовувався в Олександрії. В подальшою дивани опинилися під головуванням візиря, що набув надзвичайної політичної ваги. 
Столицями були Махдія (909–948), Аль-Мансурія (948–973) і Каїр (973–1171). 

### Фатімідська династія
| №  | Фатімідський халіф                                     | Рік народження | Роки правління |
| 1  | Абу-Мухаммад Абдаллах аль-Махді Біллах                 |                | 909—934        |
| 2  | Абу'л-Касім Мухаммад аль-Каїм Біамріллах ібн аль-Махді |                | 934—946        |
| 3  | Абу-Захір Ісмаїл аль-Мансур Біллах                     | 914            | 946—954        |
| 4  | Абу Тамім Маад аль-Муїзз Лі-Дініллах                   | 931            | 954—975        |
| 5  | Абу-Мансур Нізар аль-Азіз Біллах                       |                | 975—996        |
| 6  | Абу-Алі Мансур аль-Хакім бі-Амріллах                   | 985            | 996—1021       |
| 7  | Абу'л-Хасан Алі аз-Захір лі-Ізаз Діналлах              | 1005           | 1021—1036      |
| 8  | Абу Тамім Маад аль-Мустансір Біллах                    | 1029           | 1036—1094      |
| 9  | Абу аль-Касім Ахмад ібн Маадд аль-Мусталі Біллах       |                | 1094—1101      |
| 10 | Абу Алі Мансур ібн Ахмад аль-Амір бі-Акіміллах         |                | 1101—1130      |
| 11 | Абу-ль-Маймун Абд аль-Маджид ібн Мухаммед аль-Хафіз    |                | 1130—1149      |
| 12 | Абу Мухаммад аз-Зафір бі-Амріллах                      |                | 1149—1154      |
| 13 | Абу'л-Касім Іса аль-Фаїз бі-Насраллах                  |                | 1154—1160      |
| 14 | Абу Мухаммад Абдаллах Аль-Адід ібн Юсуф Лідініллах     |                | 1160—1171      |

### Адміністративний поділ
Фатіміди поділили державу на кілька вілайєтів (провінцій): Іскалан (Палестина з містом Аскалон), Кус (Верхній Єгипет), аль-Шарк'ят (Східна провінція — Сирія), аль-Ґарб'ят (Західна провінція — Магриб), аль-Іскандерія (Нижній Єгипет з містом Александрія), Іфрікія, Сікіліят (Сицилія), аль-Гарамайі (провінція Двох Святих Мечетей — Хиджаз), аль-Ямін (Ємен). 1040 року Західну провінцію захопили Альморавіди. У 1050-х роках втрачено північну частину Західної провінції. Держава втратила вілайти Іскалан під час  вторгнення сельджуків 1090-х років, у 1130-х роках відпав Ємен.

## Суспільство
Головними групами були мусульмани й немусульмани (зіммії). Останні повинні були сплачувати джизію (заможні 2 динара, землероби і ремісники — 1 динар). У свою чергу мусульмани поділялися на віруючих, тобто ісмаїлітів (аль-муаміні) та інших мусульман (аль-ісламі).
Соціально воно поділялося на вищий, заможний стан, куди входили халіф, його родичі, аристократія, головні державні сановники, великі купці; середній стан, до якого входили купці середнього гатунку, крамарі, заможні селяни; нижчий стан, до якого входили правники, студенти, працівники у майстернях, дрібні ремісники та нужденні серед бідних. Поза системою були раби, але їх кількість не була значною. 
Фатіміди запровадили низку свят, таких як ісламський Новий рік, день народження пророка Мухаммеда та святкування караванів хаджу до Мекки, шиїтські: Ашур, день народження Хусейна, день народження Фатіми, день народження імама Алі, день народження Хасана ібн Алі, день народження халіфа-імама, що тоді був при владі, та Ід Гадіра Хумма. Вони також відзначали коптський Новий рік та Навруз. Фатіміди заснували кілька традицій, які стали невід'ємною частиною ісламської культури загалом і єгипетської зокрема. Особливо єгипетські мусульмани та інші мусульмани в сусідніх країнах і регіонах досі дотримуються цих традицій. Найвидатнішим з них є ліхтар Рамадану — на честь прибуття увечері до Фустату халіфа Аль-Муїзза, коли люди зібралися з ліхтарями, щоб освітлити йому шлях. Оскільки сидіти допізна протягом цього місяця було задоволенням, ліхтарі були обов’язковими. Ліхтарі також освітлювали мечеті вночі і були покриті кольоровим склом, щоб створити приємний ефект для глядача. Ліхтарі та лампи також освітлювали головні криті вулиці разом із багатоповерховими будинками.

## Право і судочинство
Джерелом права була ісмаїлітська доктрина, Коран та рішення суддів (каді). Халіф був вищою судовою інстанцією. Після захоплення Єгипту багато суддів часів Тулунідів залишилися на своїх посадах, але з умовою визнання політичної влади нових правителів. Крім того, їх зобов'язували провадити судочинство на базі фатімідського права, особливо у питаннях шлюбно-сімейних, кримінальних та релігійно-правових відносин. 
Керував судовою інституцією верховний суддя (каді аль-куда), посаду якого було запроваджено після захоплення Єгипту. Він дотримувався ісмаїлітської школи думки і базував свої рішення на ній замість ханафітської школи, що була прийнята до того. Головний суддя зазвичай перебував в мечеті Аль-Азхар. Халіф або верховний суддя головував у судді мазалим, куди найбільше надавали позови піддані. 
Першим фатимідським верховним суддею був Аль-Нуман, призначений халіфом Аль-Муіззом. За це отримав прізвисько Аль-Каді. Він створив судову систему в Фатімідському халіфаті. Ан-Нуман склав близько 40 книг з фікху та тавілю (метод зведення буквального сенсу Корану або сунни до метафоричного з якогось обґрунтованого приводу). За відсутності ісмаїлітської правової традиції він спирався насамперед на правове вчення імамів Мухаммада аль-Багіра і Джафара ас-Садика (імамітське право), а вже потімна зейдитські традиції. Найзначущими є праці «Кітаб дааім аль-іслам» («Книга засад ісламу», 960 рік), «Іфтітах ад-Дава» («Початок місії») і «Кітаб Асас ат-Тавіль» («Книга основ символічної інтерпретації»). Авторитет ан-Нумана у халіфаті був незаперечним і його рішення визнавалися джерелом права (за умови їх схвалення халіфом). «Кітаб дааім аль-іслам» став основою фатімідського права, сформулювавши у першій частині (ібадат) основи державності й статус халіфа як імама. Друга частина (муамалат) присвячена питанням взаємовідносинам держави та населення, регулюванню цивільних, кримінальних, шлюбно-сімейних та спадкових відносин.
Головний суддя розглядав значні скарги, злочини. Незначні скарги розглядали каді провінцій, проте своєрідну апеляцію або більшу важливу справу розглядав вже валі. Питання ісмаїлітської громади розглядав також даї аль-дуат, який підпорядковувався головному судді.
Згідно з фатімідським правом, повна відповідальність за правопорушення покладалася лише на дорослого психічно здорового та вільної людини, тоді як неповнолітні, душевнохворі та раби не підлягали відповідальності або були обмежено відповідальні перед правосуддям. Було збережено принцип кровної помсти,а також штраф за вбивство (ціна крові). Встановлювалася рівність усіх соціальних станів перед законом. Фатімідське судочинство відрізнялося швидкістю та оперативністю і не знало судової тяганини. 

### Статус жінки
За згвалтування жінки чоловіка присуджували до побиття камінням, за вбивства жінки — відрубали голову, за перелюб жінку присуджували до спалення. Право не передбачало застосування тортур щодо жінок та «божого суду», не допускало, за рідкісними винятками, тривалих тюремних термінів. Жінка могла свідчити в суді, але вага її слів була вдвічі меншою, ніж у чоловіка. Вона також могла бути свідком при укладенні шлюбу, але не при його розірванні. У справах про спадкові права свідчення акушерок мали фундаментальне значення, якщо виникала потреба встановити, хто з дітей народився першим.
Жінка мала подавати позов на свого чоловіка чи іншого родича до суду, але до цього переважно потребувався посередник-правник. Зазвичай самостійна участь жінки у судовому процесі засуджувалася. 

### Шлюбне право
Шлюбне право забороняло мусульманинові одружуватися з представницею неавраамічної віри. Такий шлюб вважався незаконним. Найкращим варіантом вважався шлюб мусульманки та мусульманина, але останній міг
одружується і з християнкою чи юдейкою. Також було рекомендовано укладати шлюб представника однакового соціальногго статусу, сімейного становища, не рекомендувалася укладати шлюб з представниками негроїдної раси. Разом з тим на відміну від імамітського право було скасовано тимчасовий шлюб (мутаа). Шлюбний вік починався з 9 років. Фатімідське шлюбно-сімейне право не відрізнялося істотно від загальномусульманської правової традиції, що дозволяла скаржитися дружині на свого чоловіка з сімейних питань, хоч і мало свої особливості. Законодавство халіфату встановлювало низку умов укладання шлюбного договору та до його форми: була потрібна обов'язкова присутність під час укладення шлюбу опікуна нареченої, двох свідків з бездоганною репутацією, добровільна згода на одруження учасників договору, досягнення шлюбного віку, а також включення у договір умови про виплату посагу (махр). Умова про обов'язкову присутність опікуна, незалежно від віку та правового становища нареченої, відрізняє фатімідський підхід до шлюбно-сімейних відносин від інших мусульманських правових шкіл. Опікуном, згідно із законом, міг бути батько нареченої (у тому випадку, якщо вона не досягла шлюбного віку) або інший близький родич чоловічої статі. Якщо дівчина виявлялася сиротою, роль опікуна брав він сам суддя, якщо ж вона була повнолітньою, то могла на власний розсуд вибрати представника. Права та обов'язки чоловіка й жінки у шлюбі закріплювалися у шлюбному договорі, який являв собою різновид двосторонньої угоди. Подружжя повинні були прагнути задовольнити сексуальні та інші потреби один одного, закликав чоловіків виявляти доброту і вірність по по відношенню до своїх дружин. Припинення шлюбних відносин за домовленістю між нареченим, згідно фатімідському законодавству, було припустимо, але лише у разі настання певних подій. Процедура припинення шлюбу забезпечувалась рішенням суду. Зокрема, дружина мала право звернутися до каді з вимогою припинити шлюбні відносини, якщо після його укладання у чоловіка виявлялися важкі психічні чи фізичні захворювання. Не менш істотною обставиною, що дозволяла дружині вимагати припинення шлюбних відносин, було відсутність чоловіка без достатніх те що основ протягом тривалого часу. Крім загальних правил, фікх часто враховував звичаї та традиції, які застосовувалися в залежності від особливостей регіону. 
Розлучення за фатимідським правом був досить простий. Чоловік міг без будь-яких причин розлучитися (процедура талак), але сплатити махр колишній дружині, якій перед тим він був зобов'язаний повідомити про це три рази протягом тримісячного терміну. Дружина могла розлучитися за допомогою процедур кхул, мубараа чи ліан. Кхул (розлучення без причини, взаємної згоди) був більш поширений у розлученнях з ініціативи дружини. Це розлучення вимагало згоди з боку чоловіка. Часто це міркування майже завжди полягало в тому, що дружина відмовлялася від своїх домагань на махр. Якщо подружжя знаходилося в украй неприязних відносин, використовувалася процедура мубараа. Вона не мала істотних відмінностей від кхула, крім питань, пов'язаних з процедурою виплати махра та його суми. Ліаном жінка могла скористатися лише у у разі офіційного звинувачення її у зраді чолвоіком без достатніх доказів. У такому разі дружина «проклинала» чоловіка перед суддею та свідками й отримувала негайне розлучення.
Якщо до закінчення цього терміну подружжя мирилося, то розлучення оголошувалося таким, що не відбулося. В іншому випадку шлюбні відносини визнавали розірваними. За цим чоловік сплачував махр та ще 3 місяці надава колишній дружині визначені судом кошти. У свою чергу жінка повинна була дотримуватися ідди (протягом 3 місячних місяців не вступати у інтимні відносини), після чого отримувала право на новий шлюб. Якщо розлучене подружжя хотіло знову одружитися, вони були змушені пройти через офіційну процедуру «ніках». Заборонялося укладання фіктивних шлюбів.

## Економіка
Основу становили землеробство, скотарство, ремісництво і торгівля. Розвиток аграрних відносин було пов'язано з трансформацією державних земель. Спочатку вони здавалися на відкуп терміном 6 років (кабала) за умов внесення відкупником до халіфської скарбниці обумовленої заздалегідь суму хараджа (ренти-податка). Але оскільки розмір хараджа, яку відкупник міг зібрати із селян, очікувалася набагато більше, кабала ставала дуже вигідною угодою. Тому влада з 970-х років взяли всіх відкупників під контроль. За часів халіфа аль-Мустансіра у зв'язку з необхідністю забезпечення військового стану на зміну інституту кабали приходить поширений в ісламському світі інститут ікти. За панування халіфа аль-Аміра ікта становили більшу частину державних земель. Формою спадкової селянської власності та феодального цивільного землекористування була музараа (від зараа - «сіяти, обробляти»).
Феодальна власність на землю полягала у привласненні власником хараджа. Були встановлені єдині ставки хараджа залежно від ступеня зрошення землі та видів культур, що вирощуються. Стягувався він у грошовій (у Нижньому Єгипті), і натуральній формі (у Верхньому Єгипті). 
Вирощували різні зернові культури (переважно в Єгипті), фрукти (майже в кожній провінції), фініки (Іфрикія), опіум, портові міста були центрами рибальства у Середземному та Червоному морях, а також на річці Ніл.
Скотарством переважно займалися кочові племена у Іфрикії, Магрибі, Верхньому Єгипті, Хіджазі. Розводили велику та дрібну худобу, коней та верблюдів.
Єгипет був відомий значними копальнями золота у Верхньому Єгипті та смарагдів, що використвоувалися у юівелірні справі. Добували також наждак високої якості та ароматичний бальзам, галуни (у провінції Куса).  Фатіміди також грабували гробниці фараонів, звідки отримували золото та коштовності. 
У єгипетських джерелах налічується 265 різних термінів, що позначали ремісничі спеціальності. Ремесла відрізнялися високим рівнем майстерності та розкішшю, особливо в галузі ювелірної справи, різьблення по гірському кришталю та виробництва речей з папірусу та пергаменту. Їхнє мистецтво та ремесла перебували під сильним впливом придворної культури та культу розкоші. Різьблення здійснювалося з глибокими скошеними завитками та штриховими деталями. Також відомі ремесла з виготовлення тканин, обробки металів та дерева, скляна, гончарна та шкіряна справа, цукроваріння. Фатіміди запровадили державну монополію на придбання заліза, дерева та смоли. Коштовні тканини виготовляли переважно Тіннісі та Дам'єті в тіразах (спеціалізованих державних мануфактурах). В Олександрії виготовляли мило та віск. В багатьох містах виготовляли папірус.
Основні галузі ремесел та торгівлі були зосереджені у містах. З метою встановлення монополії на ту чи іншу галузь виробництва ремісники створювали корпорації, але траплялися й випадки, коли вони об'єднувалися за етнічною чи релігійною ознакою. В цей час Каїр став великим центром ремісництва й торгівлі на Близькому Сході та Середземномор'ї. Відносна безпека фатимідського Єгипту приваблювала багатьох близькосхідних ремісників протягом бурхливих ХІ-ХІІ ст., що послужило культурному розвитку Каїра. Іншим значним місто був Фустат, що став центром виготовлення папіру з лляних та бавовняних волокон. 
З часів захоплення арабами Єгипту існували у містах базари. Для поліпшення торгівельних операцій діяла палата мір та ваг (дар аль-іяр). Торгівля була як власними товарами та харчами, так й посередницькою з державами Африки й Індостану, насамперед спецій. Важливими шляхами була з Александрі до портів Візантії, Італії, через Червоне море, уздовж узбережжя північної Африки. В Європі закуповували корабельний ліс та залізо. Туди йшли спеції та галуни. З часом основні торгівельні партнери халіфату зосередилися в Індійському океані, звідки вивозили у великій кількості перець та корицю. Головним портом в Червоному морі був Кулзум (поряд із Суецом). 1121-1122 рах у Каїрі було відкрито дар аль-вікала (представництво) для сирійських та іракських купців. У Фустаті інтереси магрибінців представляв юдей із Сіджілмаси купець Абу Зікрі Юда Коен. Уздовж Нілу здійснювалася внутрішня торгівля в Єгипті. За однією оцінкою, щороку з півдня Сахари до Магрибу імпортувалося близько двох тонн золота.

### Монети

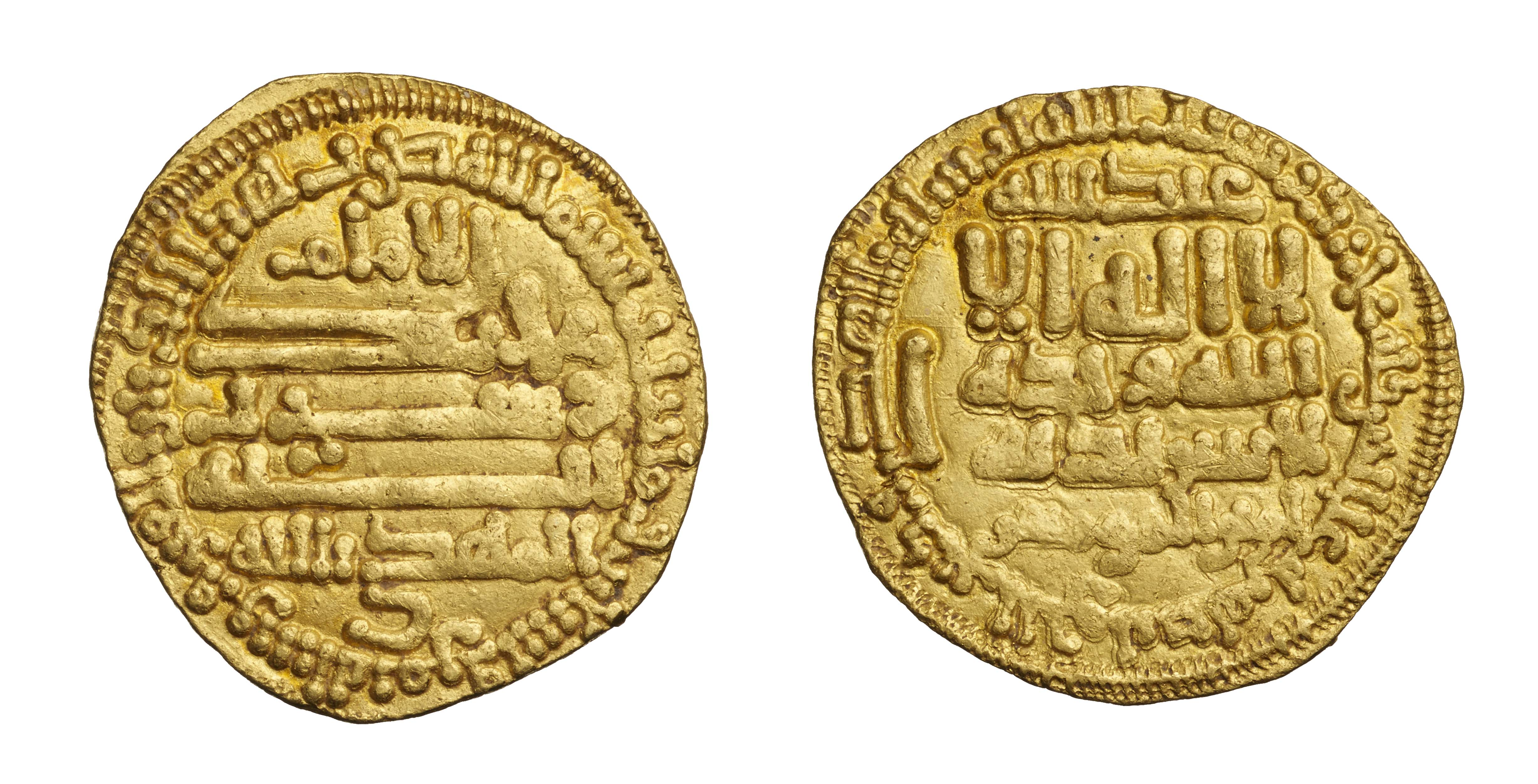
Золотий динар аль-Махді

Фатиміди дотримувалися звичайної ісламської схеми карбування золотих динарів та срібних дирхемів. Мідні або бронзові монети ймовірно, не випускалися як стандартні фельси, а радше як дроби дирхема. З монет, що збереглися донині, найпоширенішими є повні динари та півдирхеми, хоча існують регіональні варіації. Наприклад, на Сицилії чвертьдинара залишалася стандартною золотою монетою острова навіть після періоду Фатімідів як тарі.
Перші фатимідські монети були викарбувані невдовзі після завоювання Іфрікії армією ісмаїльського місіонера Абу Абдаллахом аш-Шії. Вони мали загальні фрази, що сповіщали про нову еру, без назви правителя. Іфрікійці називали ці безіменні монети Сайїдією. З 910 року халіф Абдаллах аль-Махді став карбувати монети зі своїм ім'ям на зразок аббасидських. Також невдовзі аглабідські монети було вилучено, переплавлено й викарбовано як фатімідські.
Перші золоті динари, що були викарбовано після захоплення Єгипту називалися аль-хамра («червоними») динарами через їхню високу чистоту. Спроби регулювати курс конвертації між новими фатимідськими динарами та старими аббасидськими динарами викликали широке обурення, коли він встановив штучно занижений курс конвертації для аббасидського динара, щоб витіснити його з обігу. Питання залишалося невирішеним лише у 973 році. 

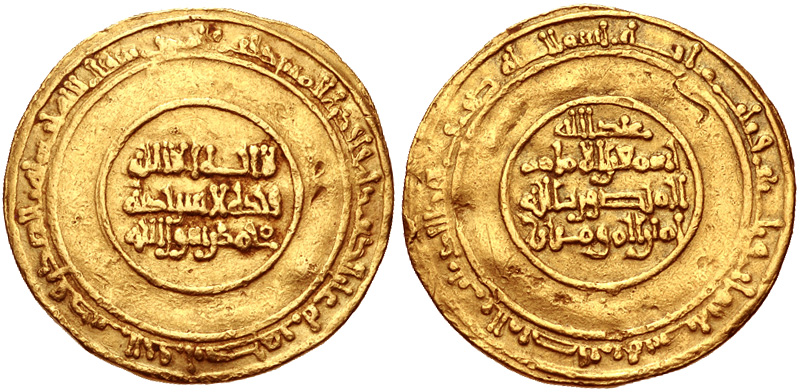
Золотий динар аль-Мансура

Халіф аль-Каїм змінив дизайн — каліграфія стала більш витонченою, а кругла рамка подвоїлася в розмірі. Наступний халіф Аль-Мансур додав концентричний зовнішній напис навколо центрального горизонтально вписаного поля та видаливши будь-який напис з внутрішньої смуги. 

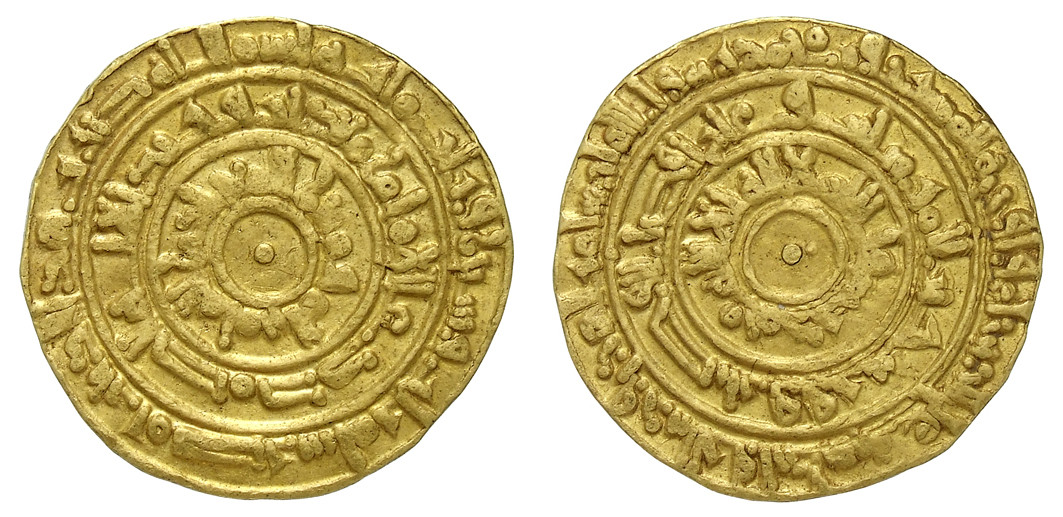
Золотий динар аль-Муїзза

Аль-Муїзз ще більше змінив дизайн монет: горизонтальне поле було повністю видалено, і на монетах було зображено три концентричні кола навколо центральної крапочки. На звороті запровадив чітко шиїтські формули, що проголошували ісмаїльську доктрину. Золоті динари аль-Муїзза були доволі високої якості. За аль-Азіза перед ім'ям правлячого халіфа було додано формулу «Слуга Божий та Його Сподвижник [тобто Алі]». 
У фатимідських володіннях у Леванті повний динар часто мав меншу вагу, ніж його єгипетський аналог. Халіф аль-Амір сприяв підвищенню стандарту золотих динарів, які часто досягали 100% чистоти.

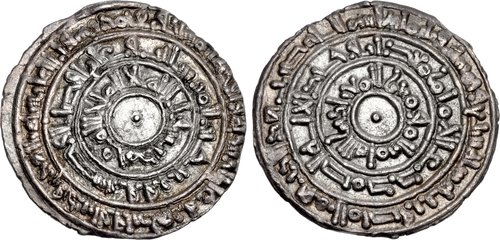
Півдирхеми аль-Муїзза

Дирхам був основною срібною монетою, яку оцінювали відносно золотого динара. Срібні монети зааїда та ката також згадуються в історичних джерелах, але їхній зовнішній вигляд або точна природа залишаються неясними. Карбувалися як зіпсовані (варак), так і чисті (нукра) срібні монети. Кілька місцевих випусків у Палестині є біллонами, але, ймовірно, класифікувалися як дирхами. Повні та півдирхеми Фатимідів були приблизно на 10% легшими, ніж теоретична норма в ісламському світі, тоді як чвертьдирхеми відповідали теоретичній вазі.
За аль-Муїзза золотий динар коштував 19,5 дирхема, за аль-Хакіма спочатку коштував 26 дирхемів, а потім 34 дирхеми. а з 1009 року став 18 дирхемів. Вартість дирхама після цього залишалася стабільною і зросла до 16 за золотий динар у 1044 році. На час останнього фатимідського халіфа, аль-Адіда вміст срібла в дирхамі становив 25–30%. 
Фатимідські монети випускалися в Кайруані, Махдії, Завіла, (передмісті Мансурія), Каїр, Фустат. Провінційні монетні двори мали право запроваджувати власні дизайни або варіації; на Сицилії існувало кілька майстерень з різними штампами, які виготовляли кілька різних типів навіть протягом одного року. Відповідальність за монетний двір (дар аль-дарб) була покладена на головного каді. 1122 року було впроваджено посада очільника монетного двору — мушарифа дар аль-дарб.

## Військова система
Основою війська Фатімідів були в основному племена Кутама-берберів. Вони залишалися важливою частиною військових формувань халіфату навіть після того, як Туніс відпав від держави. Після завоювання Єгипту місцеві фелахи також були включені до війська. Армія спочатку була поділена на етнічні та племінні підрозділи, які також загалом збігалися з функціональними відмінностями легкої та важкої кінноти, піхоти тощо. Інші підрозділи було створено в результаті найму.
Корінні зміни в структурі армії відбулися, коли Фатімідські халіфи намагалися захопити Сирію у другій половині X століття. Фатіміди зіткнулися з військами Аббасидського халіфату, що складалися здебільшого з тюрків, і усвідомили обмеженість можливостей своїх військових сил. Таким чином, під час правління халіфів аль-Азіза і аль-Хакіма в їх армії з’явилося багато тюрків, а пізніше чорних африканців (надалі також використовувалися інші етнічні групи, такі як черкеси). Військові підрозділи були, як правило, виокремлені за етнічним принципом. Бербери, як правило, складали легку кавалерія, тоді як тюрки-гулями були кінними лучниками або важкою кіннотою (ці воїни стали пізніше відомі як мамлюки). Африканці, сирійці та араби були важкими піхотинцями та стрілками. Ця етнічна система армії, поряд з частковим рабським статусом багатьох бійців-мамлюків, в основному залишилася незмінною в Єгипті протягом багатьох століть навіть після падіння Фатімідського халіфату.
Протягом X ст. піхотинець отримав платню (хубз) від 500 до 1000 срібних дирхамів, вершникам платили вдвічі більше, ніж піхотинцям, а командирам (кайдам) — у рази більше. Халіф аль-Азіз утримував стайню з 12 000 коней і 36 000 верблюдів для забезпечення війська. Хубз виплачувалась 8 разів на рік, але за часів правління аль-Мустансіра це змінилося на щомісячні платежі, що зберігалося до кінця існування Фатимідського халіфату.
Фатіміди також надавали своїм військам земельні наділи (ікта) на їх утримання. При аль-Хакімі такі гранти надавалися навіть простим солдатам. Бедуїнські племена також отримували ікта, але зазвичай вони вибиралися з менш продуктивних земель і повинні були доповнюватися грошовою платнею. У той час як регулярні солдати отримували індивідуальні ікта (ікта-джайші), бедуїни отримували колективні ікта. У XII ст. внаслідок реформи більша частина доходу від ікта надходила державі, але її одержувач (мукта) все ще мав право на фіксовану платню від неї (ібра). 
При формуванні війська застосовувалася десятична система. Кайди поділялися на 3 категорії: найвищі (арбаб аль-атвак та аль-умара аль-мутаввакун) носили золоті коміри , другого рівня (арбаб аль-кудуб аль-фідда) — срібні палиці, а менші (адван аль-умара) не мали відмітних знаків. На чолі війська стояв емір аль-умараʾ («командувач командирів») або емір аль-джуюш («командувач арміями»). З XII ст. ці посади стали поєднуватися з посадою везиря. 
У XII ст. було створено військовий учбовий заклад хіджарійю, де готували молодих кайдів. З подальшому його перетворити на елітний підрозділ, що станови гвардію халіфа. Відбувалися регулярні збори для огляду військ (ард) перед військовими кампаніями або щорічно (в залежності від політики кожного халіфа).
Кутама, які становили опору армії Фатімідів у ранній період, були озброєні мечами, луками та особливо списом. Зазвичай вони були без броні. Тюрки становили важку кінноту, де і вершник, і кінь були озброєні кольчугами. Їх основною зброєю були меч та спис. Зброя вироблялася в спеціальних державних майстернях, але також привозилася з-за кордону.
Джерела Фатімідів повідомляють про використання облогових машин вже під час Іфрікіанського періоду держави Фатімідів, включаючи мангонелі, катапульти та облогові вежі.
Загальна чисельність фатімідського війська ймовірно коливалася. В часи найбільшого піднесення вони загалом сягали близько 100 тис. вояків, при цьмоу переважну більшість становила кінноти. За останніх Фатімідів військо складалося з 10 тис. кінноти, 40 тис. піхоти та 10 тис. піхоти на галерах.
Було встановлено заборону на вбивство військовополонених, старих, жінок, дітей, священнослужителів та
інших людей, які не брали участі у битвах; містився перелік прав та обов'язків для воєначальників емірів); встановлювалися правила розподілу військової здобичі; правила ведення війни з одновірцями та поганами.

### Флот
Основу флоту (аль-устулу) було закладено у 909–969 роки коли, коли Фатіміди базувалися в Іфрікії. використовувався головним чином проти Візантійської імперії на Сицилії та в південній Італії, де він мав неоднозначний успіх. Це було також у спочатку невдалих спробах завоювати Єгипет у Аббасидів і коротких зіткненнях з Кордовським халіфатом. 
На чолі флоту стояв райїс аль-устул, його помічником був каїд аль-наватія, якому підпорядковувалися клмандири суден (куввади). Екіпаж складався з моряків (наватія, однина пнуті), веслярів (кадхдафів), робітників (даву аль-сінаа вал-міхан) піхоти для бортових бойових і десантних операцій, включаючи підрозділів з розгортання запалювальних речовин (наффатун, «люди нафти»). Головною базою і арсеналом (дар аль-сінаа) в цей період було портове місто Махдія. Також флот розташовувався у Триполі та Палермо. Флот нараховував близько 200 військових суден. Будівництвом, ремонтом, обслуговуванням суден, робою арсеналу опікувався сахіб аль-бахр («володар моря»), який також звався мутаваллі аль-бахр («наглядач моря»).
Протягом перших десятиліть після остаточного завоювання Єгипту Фатімідами в 969 році головним військово-морським ворогом залишалися візантійці, але війна велася здебільшого на суші за контроль над Сирією, а військово-морські операції обмежувалися збереженням контролю Фатімідів над прибережними містами Леванту. Війна з Візантією закінчилася після 1000 року серією перемир’їв, і флот знову став важливим із прибуттям хрестоносців у Палестину наприкінці 1090-х років.
Незважаючи на те, що він був добре фінансованим і оснащеним, а також був одним із небагатьох постійних флотів свого часу, комбінація технологічних і географічних факторів не дозволила фатімідському флоту забезпечити панування на морі або перекрити морські лінії зв’язку хрестоносців із Західною Європою. Фатіміди зберігали значний флот майже до кінця правління, але більша частина флоту та його великий арсенал згоріли під час знищення Фустата в 1169 році.
База флота в Єгипті розташовувалася у внутрішній столиці Фустаті, зокрема на острові Джазіра між Фустатом і Гізою. Після заснування Каїра новий арсенал був побудований в порту Аль-Макс, на захід від Каїра, аль-Азізом, але старий арсенал Джазіри продовжував використовуватися, особливо для церемоніальних цілей, доки головний арсенал не був перенесений до Фустата з бл. 1120 року. На палестинському та сирійському узбережжі місцеві портові міста були важливими морськими центрами. Фатіміди також утримували від трьох до п'яти кораблів у Червоному морі для захисту торгівлі та руху прочан з базами у Суеці (на півночі) та Айдхабі (на півдні).
Флот Фатімідів під час хрестових походів складався з 75–100 галер і 20 транспортів типу хаммалат і мусаттахат.
Загальна відповідальність за флот покладалася на еміра аль-бахра («командувач моря»), який пдпорядковувавсядивану аль-джихаду (військово-морському відомству). Флот фінансувався за рахунок доходів від спеціальних маєтків, виділених для цієї мети.

## Вірування
Ісмаїльський шиїзм був релігією держави та двору халіфа, але більшість населення дотримувалася інших релігій або конфесій. Більшість мусульманського населення залишилися сунітами, а значна частина населення залишилася християнами. Юдеї були меншістю. Також існували невелички групи шиїтів, загалом з родин Хусейнідів та Хасанідів з Єгипту та Хіджазу, а також у гірських районах Ємену. Існували громади караїмів.
Загалом правління Фатімідів було дуже терпимим і інклюзивним щодо різних релігійних громад. Після халіфа аз-Захіра відбуваються переслідування друзів, яких багато було вбито в Алеппо та Антіохії.
На чолі ісмаїлітської громади стояв халіф, що був релігійним імамом. Нижче імама-халіфа верхівку цієї ієрархії очолював да'і л-ду'ат («вищий місіонер»). Новачки були посвячені, відвідуючи маяліс аль-хікма («Сеанси мудрості») — лекції та уроки, — що читалися в спеціальному залі всередині палаців Каїра. Ісмаїлітська єдність з часом була послаблена кількома розколами. Друзи, які вірили в божественність халіфа аль-Хакіма (намагався об'єднати християнство і ісмаїлізм, а себе оголосив реінкарнацією Бога), були придушені в Єгипті та в інших місцях, але зрештою знайшли отаборилися у Лванських горах. Після смерті халіфа аль-Мустансіра криза престолонаслідування призвела до відходу нізаритів, які підтримали претензії його старшого сина Нізара, на відміну від мусталітів, які підтримали аль-Мусталі. Нізарити, вигнані з Єгипту, переважно діяли в Ірані, Іраку та деяких частинах Сирії. Після смерті халіфа аль-Аміра його двоюрідний брат аль-Хафіз перебрав владу в державі на противагу небіжеві ат-Таїбу. Ті, хто визнавав аль-Хафіза в Каїрі, були відомі як гілка аль-Хафізі, але ті, хто виступав проти цієї незвичайної спадкоємності та підтримував спадкоємність аль-Таїба, були відомі як гілка аль-Таїбі. Цей розкол призвів до втрати підтримки Фатімідів у Ємені.
Християни переважно мешкали у сільській місцевості, з яких значну частину становили копти. Низка халіфів були покровителями монастиря Нахь я і Св.Катерини. До кінця панування Фатімідів церкві та монастирі володіли 915 федданами землі. Лише у 1008—1015 роках християни зазнали переслідувань з боку халіфа аль-Хакіма. Останній наказав, щоб носили спеціальний одяг, на шиї мали висіти важкі дерев'яні хрести завдовжки і завширшки 0,9144 м. Були заборонені церковні свята, дзвін. Потім відбулася хвиля руйнувань церков і монастирів. З зовнішніх стін церков було прибрано зображення хрестів, які сліди знищені. Зазнала руйнування церква Гробу Господнього в Єрусалимі, що стало одним із приводів наступних хрестових походів, монастири ал-Касайр на горі Мукаттам під Каїром, святого Антонія в Аравійській пустелі, Дейр ал-Барнамус. 1011 року аль-Хаким наказав зруйнувати всі християнські церкви Єгипту та конфіскувати їхнє майно, що реалізувати не вдалося, хоча були пограбовані тисячі храмів. З 1020 року починається відродження християнства. 1024 року законом було закріплено недоторканість монастирів. 
Наприкінці XI та початку XII ст., коли вірменські візири, такі як Бадр аль-Джамалі, домінували в державі, вірменська церква також закріпилася в країні, відбувається масова міграція вірмен до Єгипту. В Олександрії та Фустаті існували колонії католиків, основу яких становили італійські купці й місіонери з Амальфі, Пізи, Генуї та Венеції. 
Юдейська громада була представлена рабанітами. До кінця XI ст. найвпливовішим головою єврейської громади був гаон (лідер єшиви Єрусалиму), який призначав суддів та інших посадових осіб юдейської громади в регіоні. Фатіміди офіційно поклали на єрусалимський ґаон обов’язки як представника громади. Проте до 1100 року єгипетські жиди заснували нову посаду у Фустаті, відому як нагід («голова євреїв»). Цей чиновник у єгипетській столиці згодом став визнаним головою та представником юдейської громади в її відносинах з державою Фатімідів. Ця зміна, ймовірно, була спричинена втратою впливу єрусалимським гаоном і залученням жидівської громади до централізаційної політики халіфів.

## Культура
Фатімідські халіфи завжди запрошували до Каїру вчених та науковців, щоб вони влаштовували свої наукові зібрання в цій мечеті, таким чином перетворюючи її на найстаріший університет Аль-Азгар, який функціонує й досі.
Інтелектуальне життя в Єгипті в період Фатімідів отримало значний розвиток завдяки багатьом ученим, які жили в Єгипті або прибули туди, а також завдяки збільшенню кількості книг. Фатімідські халіфи всіляко підтримували науковців та створили у своїх палацах бібліотеки, щоб вчені могли розширити свої знання та перейняти здобутки попередників. Відомими вченими були математики, медики, астрономи і фізики Абу ас-Салт і Ібн аль-Хайсам, історики Ібн Зулак, Аль-Каді ан-Нуман, граматика, психолога, правника, сексолога і кулинара Аль-Мусаббіні («Ахбар Міср») тощо.
Можливо, найважливішою рисою правління Фатімідів була свобода думки і розуму, яка поширювалася і на простих людей, які могли вірити в те, у що їм заманеться, за умови, однак, що вони не порушують прав інших людей. Фатіміди покровительствували науковцям і запрошували їх з до Єгипту, витрачаючи на це значні кошти, незважаючи на те, що інколи релігійні переконання вченого суперечили офіційній доктрині халіфату.

### Архітектура

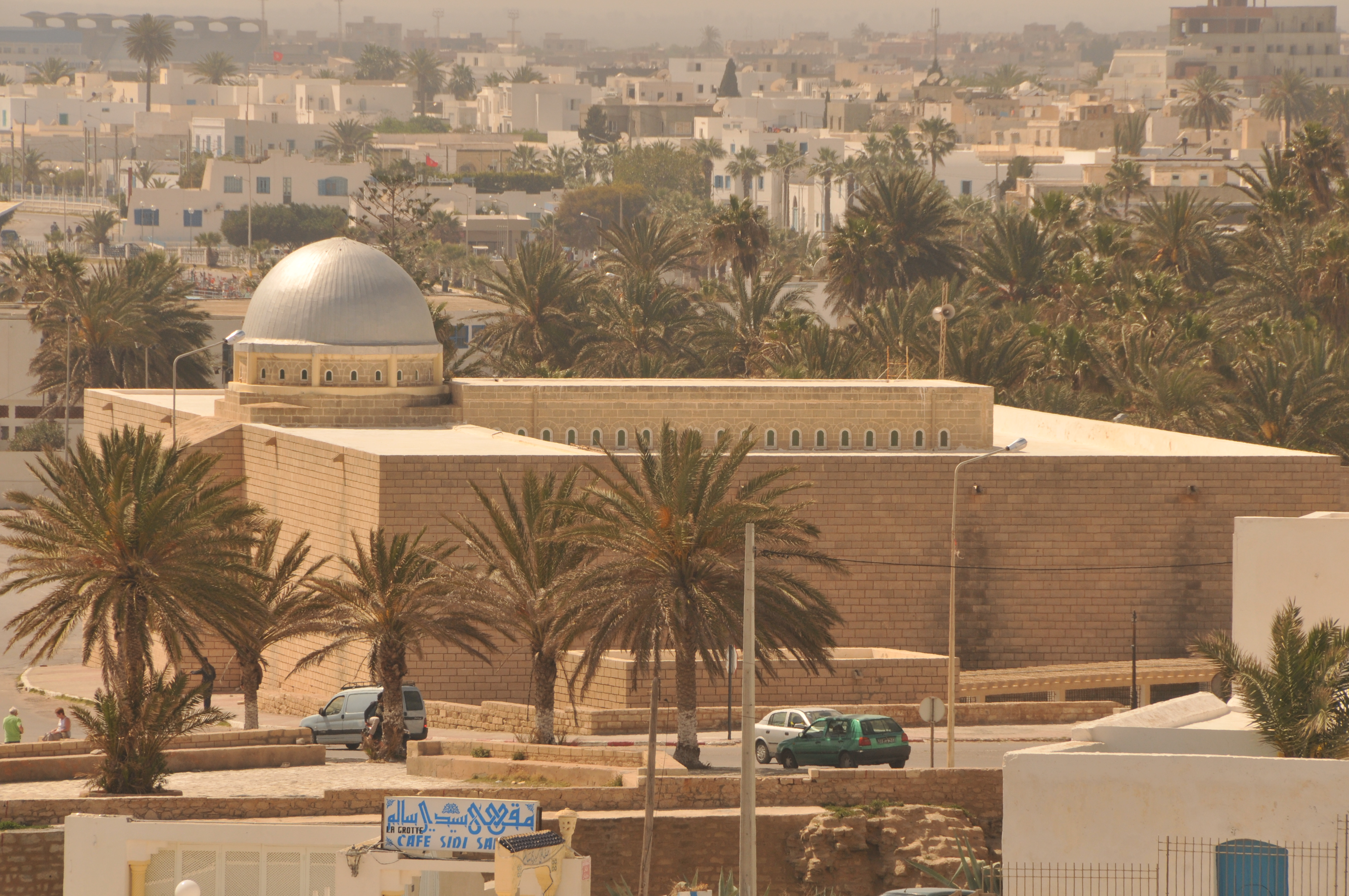
Велика мечеть Махдії

Об'єднала декоративні та архітектурні елементи зі сходу та заходу. Багато творів фатимідської архітектури відображають архітектурні деталі, імпортовані з Північної Сирії та Месопотамії, ймовірно, частково через те, що вони часто наймали архітекторів з цих місць для спорудження своїх будівель. У Єгипті вона спиралася на попередні стилі та техніки Тулунідів, проте відрізнялася архітектурними деталями, такими як масивні портали деяких мечетей та їхні вишукані фасади.
Фатіміди запровадили або розвинули використання чотирицентрової кілевої арки та мукарнасовий тромп, елемента, що з’єднує квадрат із куполом. Мукарнас був складним нововведенням. У ньому між двома сегментами ніші була розміщена ніша, над якою була ще одна ніша. Фатімідська архітектура в Каїрі також демонструє певні тенденції в оздобленні поверхонь. Орнамент став менш повторюваним, більш складним і більш спеціально адаптованим до поверхні, що прикрашається. Квіткові, арабескові та геометричні мотиви були головними рисами. Фігурні зображення, які часто зустрічаються на збережених об’єктах фатимідського мистецтва, ймовірно, також були елементом оздоблення.
Більшість ранніх будівель фатимідського періоду були з цегли, хоча з 12 століття камінь поступово став основним будівельним матеріалом.
У Махдії найважливішою збереженою пам'яткою є Велика мечеть. У столичному Каїрі з’явилося багато величних споруд; найвизначнішими прикладами є мечеть аль-Хакіма та університет Аль-Азгар. Він був заснований в якості мечеті командувачем Джаугаром за наказом халіфа аль-Муїзз, коли той заснував місто Каїр. 
Архітектура, яка розвивалася як місцева форма під час Фатімідів, включала елементи аббасидської архітектури, коптські та візантійські риси.

### Мистецтво

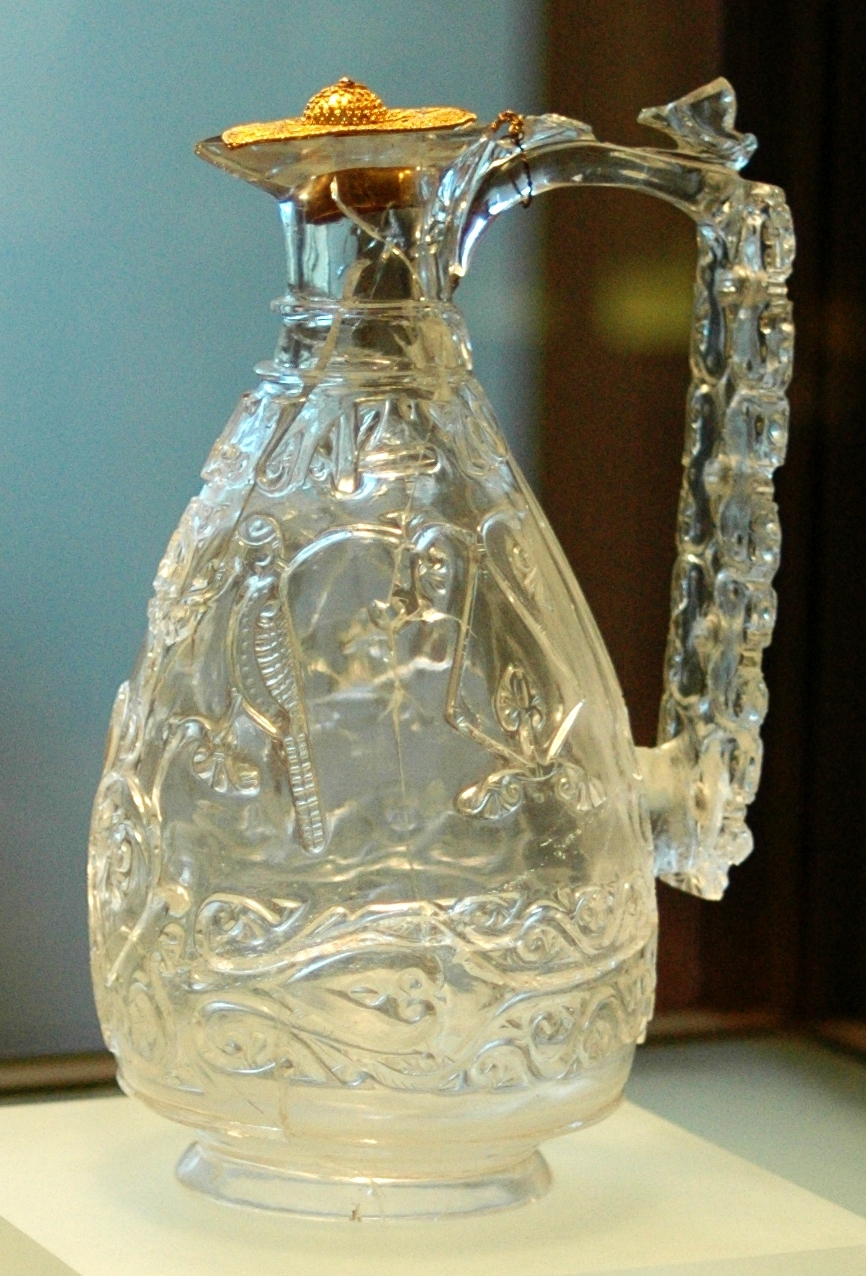
Глек з гірського кришталю

Фатіміди були також відомі своїм витонченим мистецтвом. У Фатімідській державі була поширена люстрована кераміка, гончарі і ковалі також славилися високою майстерністю. Найпомітнішими характеристиками фатімідського декоративного мистецтва є використання живих фігуративних мотивів і використання незграбного куфічного письма з квітами для арабських написів, винайдення «нескінченного візерунка» абстрактного орнаменту.
Династія також спонсорувала виробництво лляних тканин і майстерню тиразу (розписного текстилю).